# صوفي كانينغهام (كرة السلة)
صوفي إليزابيث كانينغهام (ولدت في 16 أغسطس 1996) هي لاعبة كرة سلة أمريكية في فريق إنديانا فيفر التابع لرابطة كرة السلة الوطنية للسيدات (WNBA)، وكانت تلعب كرة السلة الجامعية لفريق ميسوري تايجرز.

## الحياة المبكرة والتعليم
وُلِدت كانينغهام في 16 أغسطس 1996 لجيم وباولا كانينغهام. كان والداها طالبين رياضيين في جامعة ميسوري،كما كان الحال مع أفراد آخرين من عائلتها.  حصلت على الحزام الأسود في التايكوندو في سن السادسة من عمرها.
التحقت كانينغهام بمدرسة روك بريدج الثانوية، ولعبت دور البطولة في فريقي كرة السلة والكرة الطائرة للفتيات، وعندما انتهى موسم الركل في فريق كرة القدم بسبب تمزق الرباط الصليبي الأمامي، انضمت كانينغهام إلى فريق كرة القدم كمسدد أيضًا لاحقاً.
لعبت كانينغهام أربعة مواسم في كرة السلة الجامعية في جامعة ميسوري في كولومبيا، ميسوري لصالح فريق تايجرز.  خاضت 129 مباراة، وحققت كانينغهام متوسط 17.0 نقطة في المباراة الواحدة، و5.4 كرة مرتدة، و3.0 تمريرة حاسمة في المباراة الواحدة مع فريق تايجرز.

## المسيرة المهنية

### فينيكس ميركوري (2019–2025)
تم اختيار كانينغهام باعتبارها الاختيار الثالث عشر (13) نهاية الجولة - وكان الاختيار الأول في الجولة الثانية - من مسودة WNBA لعام 2019 من قبل فينيكس ميركوري.   كانت كانينغهام هي الخريجة الثامنة من جامعة ميسوري والذي تم اختيارها للانضمام إلى اتحاد كرة السلة النسائي الأمريكي (WNBA) وكان الاختيار الأعلى للاعب السابق من فريق تايجر.

## مهنة المحلل الرياضي
في ديسمبر 2022، أصبحت كانينغهام محللًا رياضياً لفريق فينيكس صنز في برنامج Suns Live وكانت تحلل المباراة للتغطية التلفزيونية قبل المباراة، وبين الشوطين، وبعد المباراة.  

## إحصائيات

#### الموسم العادي
الإحصائيات الحالية حتى نهاية موسم 2024